# ダニエル・ハーラ・マルティネス
ダニエル・セルソ・ハーラ・マルティネス（Daniel Celso Jara Martinez, 1993年11月22日 - ）は、パラグアイ・アスンシオン出身のサッカー選手。ポジションはFW。

## 経歴
クラブ・ナシオナルの下部組織で育つ。2010年、トルネオ・ディ・ヴィアレッジョに参加。セリエA・パレルモSD(当時)のワルテル・サバティーニに注目され、パレルモにトライアル入団。この間はジャーナリストからの注目を避けるため、「ゴンザレス」という偽名で呼ばれていた。
2010年8月31日に正式契約を結んだ。
シーズン序盤は主にプリマヴェーラでプレーしていたが、トップチームに故障者が相次いだ事などにより、2011年1月25日、コッパ・イタリア準々決勝・パルマFC戦でプロデビュー。翌シーズンはトップチーム昇格が濃厚であったが、プレシーズンキャンプで不十分と判断され引き続きプリマヴェーラでプレーすることに。しかしポジションを奪われ、また規律面での問題を繰り返し起こしたことで一時はチームから追放された。最終的にはチームに復帰し、右ウィングとして一定の活躍を収めた。2012年8月、ジェノアCFCに買取オプション付き期限付き移籍。シーズン終了後に完全移籍。

## 所属クラブ
- USチッタ・ディ・パレルモ 2010-2013

→ ジェノアCFC 2012-2013 (loan)
- ジェノアCFC 2013-2016
- → ASGノチェリーナ (loan) 2013-2014
- → サンマリノ・カルチョ (loan) 2014-2015
- 29・デ・セティエンブレ 2016-